# Alte Regierung Minden

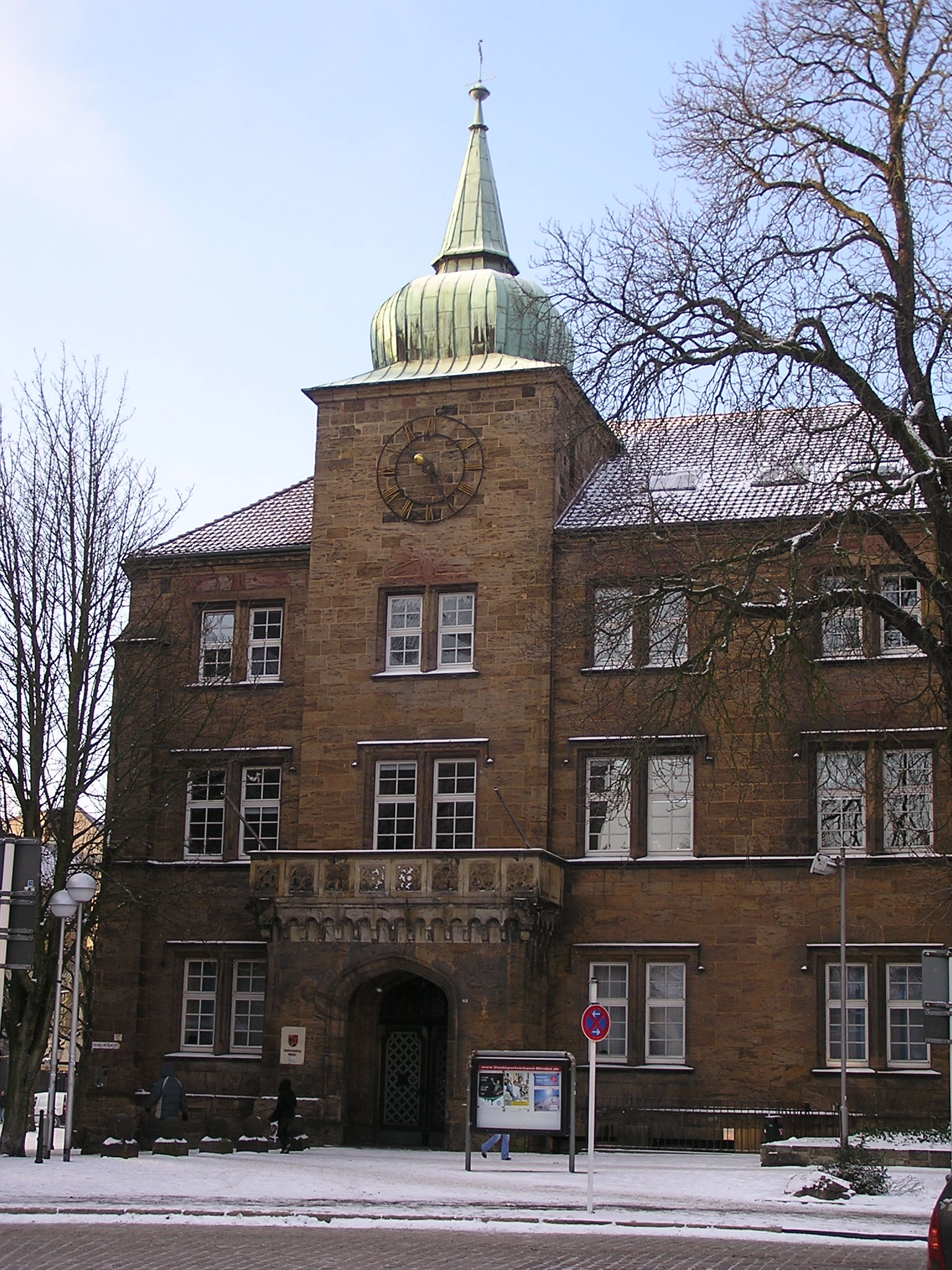
Alte Regierung in Minden

Die Alte Regierung ist das ehemalige Regierungsgebäude der Bezirksregierung Minden in der ostwestfälischen Stadt Minden und liegt am großen Domhof gegenüber vom Mindener Dom.

## Baugeschichte
Die Verwaltung für das preußische Fürstentum Minden war bis 1669 im Schloss Petershagen untergebracht. 1669 zogen die Beamten nach Minden. Die Verwaltung nahm ihren Sitz im ehemaligen bischöflichen Hof direkt am Mindener Dom. Ab 1722 war die Kriegs- und Domänenkammer für ganz Minden-Ravensberg zuständig und war vor allem als Gerichtsbehörde tätig. Ab 1816 wurde die Verwaltung als Regierung bezeichnet und war für den neuen Regierungsbezirk Minden zuständig.
Der fürstbischöfliche Hof wurde schon bald nach Einzug der Verwaltung erweitert und umgebaut. Ab 1826 wurde der Regierungssitz auf das Nachbargebäude (Großer Domhof 2) erweitert und dieses Gebäude 1832 aufgestockt. Ab 1869 wurde auch das nördlich anschließende ehemalige Kuriengebäude einbezogen. Das heutige Gebäude mit dem charakteristischen Turm stammt im Wesentlichen aus den Jahren 1846/48. Der Neubau war notwendig geworden, weil der ursprüngliche bischöfliche Hof, der sich noch unmittelbar an den Dom anschloss, durch einen Brand 1842 schwer beschädigt wurde. Danach wurde der Bau nicht mehr direkt an den Dom angebaut, sodass hier eine Gasse und Verbindung vom Kleinen Domhof westlich zum Großen Domhof nördlich des Mindener Doms entstand. 
1907 zog die Regierung des Regierungsbezirks Minden in einen Neubau am Weserglacis, der als „Neue Regierung“ bezeichnet wurde. Der ehemalige Sitz, nunmehr die „Alte Regierung“, war von 1908 bis 1928 Sitz der Stadtsparkasse Minden. Im Zweiten Weltkrieg wurde das Hauptgebäude zerstört und nach dem Krieg leicht verändert unter Leitung des Architekten Werner March wieder aufgebaut. Damals erhielt der Turm seinen charakteristischen Uhrenturm mit Zwiebelhaube. In den 1970er Jahren wurde es mit dem benachbarten Neubau des Rathauses Minden, dem sogenannten Deilmannbau, verbunden. In der alten Regierung sind bis heute Teile der Stadtverwaltung untergebracht. Das Gebäude ist in die Denkmalliste der Stadt Minden eingetragen.

## Denkmal
Vor der Alten Regierung steht eine Siegessäule zur Feier der preußischen Siege im Deutsch-Dänischen Krieg von 1864 und den Deutsch–Deutschen Krieg von 1866 und zum Gedenken an die Gefallenen aus dem Regierungsbezirk Minden. Die Siegessäule krönt ein preußischer Adler aus Bronze. Am Säulenfuß sind Bronzeplatten mit den Gefallenen der Kriege angebracht, darunter u. a. Angehörige des Infanterie-Regiments „Graf Bülow von Dennewitz“ (6. Westfälisches) Nr. 55. Seitlich der Säule sind Kanonenrohre aufgestellt. Das Denkmal wurde am 3. Juli 1868 eingeweiht und 1997 restauriert.